# Elizabet Bišop
Elizabet Bišop (енгл. Elizabeth Bishop; Vorčester , Masačusets, 8. februar 1911 — Boston, Masačusets, 6. oktobar 1979) bila je američka pesnikinjai spisateljica kratkih priča. Od 1949. do 1950. bila je zvanična pesnikinja laureat Sjedinjenih Država, dobitnica je Pulicerove nagrade za poeziju 1956, Nacionalne književne nagrade 1970. i Međunarodne nagrade za književnost Nojštat 1976.

## Biografija
Elizabet Bišop se rodila 1911. u Vorčesteru u Masačusetsu. Otac joj je umro pre njene prve godine, a majka joj je bila smeštena u duševnu bolnicukad je Elizabet imala 5 godina o čemu će kasnije pisati u kratkoj priči Na selu (In the Village). Odgajali su je baba i deda sa majčine strane dok je nije usvojila bogata očeva porodica. Bila je nesrećna zbog toga što su je rastavili od babe i dede o čenu je pisala u pesmi U čekaonici (In The Waiting Room). Najpre je želela da postane kompozitor, ali je odustala od toga i studirala englesku književnost. Obrazovana je na koledžu Vazar gde se upoznala sa pesnikinjom Merijen Mur koja će joj postati mentor i doživotna prijateljica. Pošto je zvanični književni časopis koledža odbio njene prijatelje i nju, zajedno sa Meri Mekkarti, Margaret Miler i sestrama Junis i Elenor Klark osnovala je časopis Con Spirito koji je za svog kratkog trajanja izvršio značajan uticaj. Nakon završenog školovanja, živela je u Njujorku i putovala Evropom i severnom Afrikom. Potom se nastanila u Ki Vestu, na Floridi. Od 1947. do 1967. živela je u Petropolisu u Brazilu sa svojom ljubavnicomarhitektom Lotom de Masedo Soares. Bila je konsultant za poeziju u Kongresnoj biblioteci od 1949-1950. Lota je izvršila samoubistvo 1967. Godine 1970. na poziv Roberta Louela s kojim se dopisivala i koji je uticao na njenu poeziju kao što je i Bišop uticala na njegovu, Bišop je počela da predaje na Harvardu gde je radila narednih sedam godina. Čitav život se borila sa depresijom i alkoholizmom. Živela je u materijalnom izobilju zahvaljujući očevom nasledstvu. Bavila se i slikanjem. Umrla je od aneurizme na mozgu.

## Poezija
Nije pisala puno, ali je dugo doterivala stihove. Za svog života, Elizabet Bišop je objavila samo 101 pesmu. Na njenu poeziju su uticali pesnici Merijen Mur i Robert Louel, zatim Oktavio Paz i Karlos Dramond de Andrade čije pesme je prevodila. Za razliku od svojih američkih savremenika pesnika, nije pisala konfesionalnu poeziju i nije se zanimala politikom mada se izjašnjavala kao feministkinja. Koristila je svoja putovanja kao izvorište mnogih pesničkih slika u prvoj knjizi Sever i jug 1946. Za zbirku pesama Pesme: Sever & Jug / Hladno proleće dobila je Pulicerovu nagradu.Dugo je zbog svoje veštine i formalne raznovrsnosti smatrana pesnikom za pesnike, i tek kad je dobila nagradu Nojštat za knjigu Geografija III, dobila je širu čitalačku publiku. Bišop je prva Amerikanka i prva žena koja je dobila ovu nagradu. Ova knjiga je posvećena njenoj poslednjoj ljubavnici Alis Metfesel o kojoj govori njena najpoznatija pesma vilanela Jedno umeće.

## Izabrana bibliografija

### Poezija
- Sever & jug (North & South (Houghton Mifflin, 1946))
- Pesme: Sever i jug / Hladno proleće (Poems: North and South/A Cold Spring (Houghton Mifflin, 1955))
- Pitanja putovanja (Questions of Travel (Farrar, Straus and Giroux, 1965))
- Geografija III (Geography III (Chatto and Windus, 1976))

### Proza
- Jedno umeće: pisma (One Art: Letters (Farrar, Straus and Giroux, 1994))

### Antologije
- Antologija brazilske poezije dvadesetog veka (Anthology of Twentieth Century Brazilian Poetry. Wesleyan University Press. 1972.. (with Emmanuel Brasil). )

## Literatura
- Costello, Bonnie (1991). Elizabeth Bishop: Questions of Mastery. Cambridge: Harvard University Press. ISBN 978-0-674-24689-8.
- Curry, Renée R., White women writing white: H.D., Elizabeth Bishop, Sylvia Plath, and whiteness. Greenwood Press. 2000. ISBN 978-0-313-31019-5.. Westport.
- Dickie, Margaret (1997). Stein, Bishop & Rich : lyrics of love, war & place. The University of North Carolina Press. ISBN 978-0-8078-2308-8.. Chapel Hill [etc.].
- Fortuny, Kim (2003). Elizabeth Bishop : the art of travel. ISBN 978-0-87081-741-0.. Boulder, University Press of Colorado.
- Furlani, Andre, Furlani, Andre (2002). „Elizabeth Bishop's stories of childhood : writing the disaster”. Elizabeth Bishop's Stories of Childhood: Writing the Disaster. Critique. 43. стр. 148—160. ISSN 0011-1619. doi:10.1080/00111610209602177.
- Kalstone, David (1989). Becoming a Poet: Elizabeth Bishop with Marianne Moore and Robert Lowell. Farrar, Straus and Giroux. ISBN 978-0-374-10960-8.. New York, Farrar Straus Giroux.
- Millier, Brett (1993). Elizabeth Bishop: Life and the Memory of It. Berkeley University of California Press. ISBN 978-0-520-07978-6.
- McCabe, Susan (1994). Elizabeth Bishop: Her Poetics of Loss. Penn State Press. ISBN 978-0-271-01048-9.
- Nickowitz, Peter, Rhetoric and Sexuality: The Poetry of Hart Crane, Elizabeth Bishop, and James Merrill, New York, Palgrave Macmillan, 2006.
- Oliveira, Carmen L., trans Neil K. Besner (2002). Rare and Commonplace Flowers: The Story of Elizabeth Bishop and Lota de Macedo Soares. Rutgers University Press. ISBN 978-0-8135-3359-9.
- Ostrom, Hans. "Elizabeth Bishop’s ‘The Fish,’" in a Thomas Riggs, ур. (1999). Reference Guide to American Literature. Detroit: St. James Press..
- Page, Chester (2007). Memoirs of a Charmed Life in New York. iUniverse. стр. 77. ISBN 978-0-595-69771-7.
- Parker, Robert Dale (1988). The Unbeliever : the poetry of Elizabeth Bishop. University of Illinois Press. ISBN 978-0-252-01509-0.. Urbana [etc.].
- Rotella, Guy (1991). Reading and writing nature : the poetry of Robert Frost, Wallace Stevens, Marianne Moore and Elizabeth Bishop. Boston: Northeastern University Press. ISBN 978-1-55553-086-0.
- Schwartz, Lloyd; Estess, Sybil P. (1983). Elizabeth Bishop and Her Art. University of Michigan Press. ISBN 978-0-472-06343-7.
- Shigley, Sally Bishop (1997). Dazzling Dialectics: Elizabeth Bishop's resonating feminist reality. ISBN 978-0-8204-3353-0.. New York [etc.], Peter Lang.
- Travisano, Thomas (1988). Elizabeth Bishop: Her Artistic Development. University Press of Virginia. ISBN 978-0-8139-1159-5.. Charlottesville, University Press of Virginia.
- Walker, Cheryl (2005). God and Elizabeth Bishop : meditations on religion and poetry. New York: Palgrave Macmillan. ISBN 978-1-4039-6631-5.
- Zona, Kirstin Hotelling (2003). Marianne Moore, Elizabeth Bishop and May Swenson : the feminist poetics of self-restraint. Ann Arbor: The University of Michigan Press. ISBN 978-0-472-11304-0.

## Spoljašnje veze
- Pesme Elizabet Bišop